# Tehua
Tehua (en náhuatl, tú) est le nom artistique  de María del Rosario Graciela Rayas Trejo, chanteuse de musique traditionnelle du Mexique née à Santiago de Querétaro en 1943, et morte à Mexico le 21 août 2014 à 71 ans.